# Pseudanthias
Pseudanthias – rodzaj ryb okoniokształtnych z rodziny strzępielowatych.

## Klasyfikacja
Gatunki zaliczane do tego rodzaju:
| - Pseudanthias albofasciatus - Pseudanthias aurulentus - Pseudanthias bartlettorum - Pseudanthias bicolor - Pseudanthias bimaculatus - Pseudanthias bimarginatus - Pseudanthias caesiopercula - Pseudanthias calloura - Pseudanthias caudalis - Pseudanthias charleneae - Pseudanthias cichlops - Pseudanthias connelli - Pseudanthias conspicuus - Pseudanthias cooperi - Pseudanthias dispar - Pseudanthias elongatus - Pseudanthias emma - Pseudanthias engelhardi - Pseudanthias evansi - Pseudanthias flavicauda - Pseudanthias flavoguttatus - Pseudanthias fucinus | - Pseudanthias georgei - Pseudanthias gibbosus - Pseudanthias hawaiiensis - Pseudanthias heemstrai - Pseudanthias hiva - Pseudanthias huchtii - Pseudanthias hutomoi - Pseudanthias hypselosoma - Pseudanthias ignitus - Pseudanthias leucozonus - Pseudanthias lori - Pseudanthias lunulatus - Pseudanthias luzonensis - Pseudanthias manadensis - Pseudanthias marcia - Pseudanthias mica - Pseudanthias mooreanus - Pseudanthias nobilis - Pseudanthias olivaceus - Pseudanthias parvirostris - Pseudanthias pascalus | - Pseudanthias pictilis - Pseudanthias pillai - Pseudanthias pleurotaenia - Pseudanthias privitera - Pseudanthias pulcherrimus - Pseudanthias randalli - Pseudanthias regalis - Pseudanthias rubrizonatus - Pseudanthias rubrolineatus - Pseudanthias sheni - Pseudanthias smithvanizi - Pseudanthias squamipinnis - Pseudanthias taeniatus - Pseudanthias taira - Pseudanthias thompsoni - Pseudanthias townsendi - Pseudanthias tuka - Pseudanthias unimarginatus - Pseudanthias venator - Pseudanthias ventralis - Pseudanthias xanthomaculatus |

## Galeria

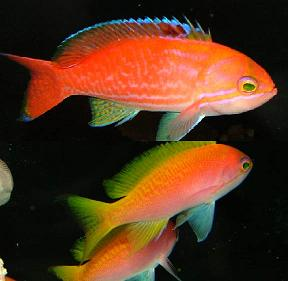
Pseudanthias bimaculatus
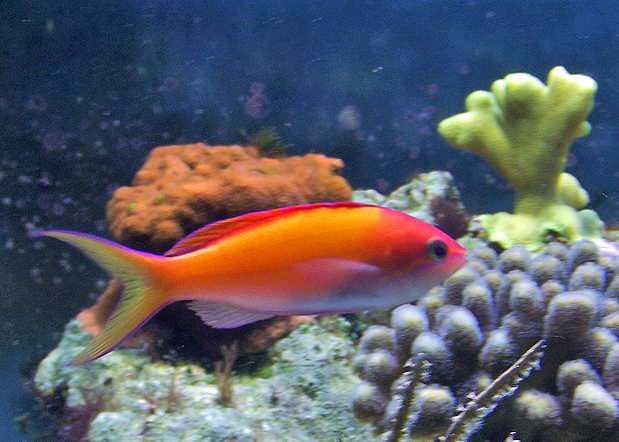
Pseudanthias dispar
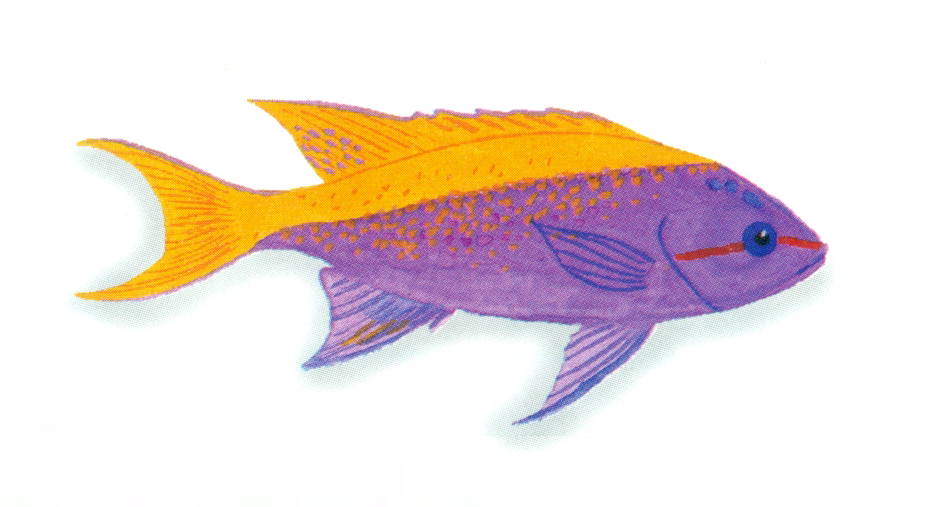
Pseudanthias evansi
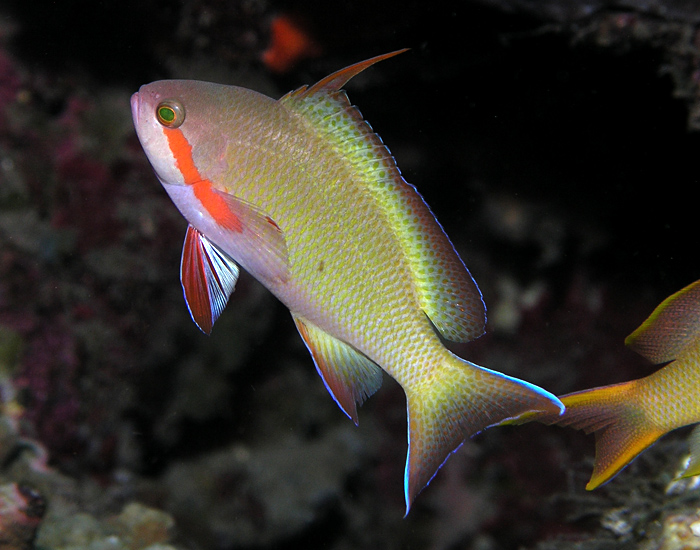
Pseudanthias huchtii
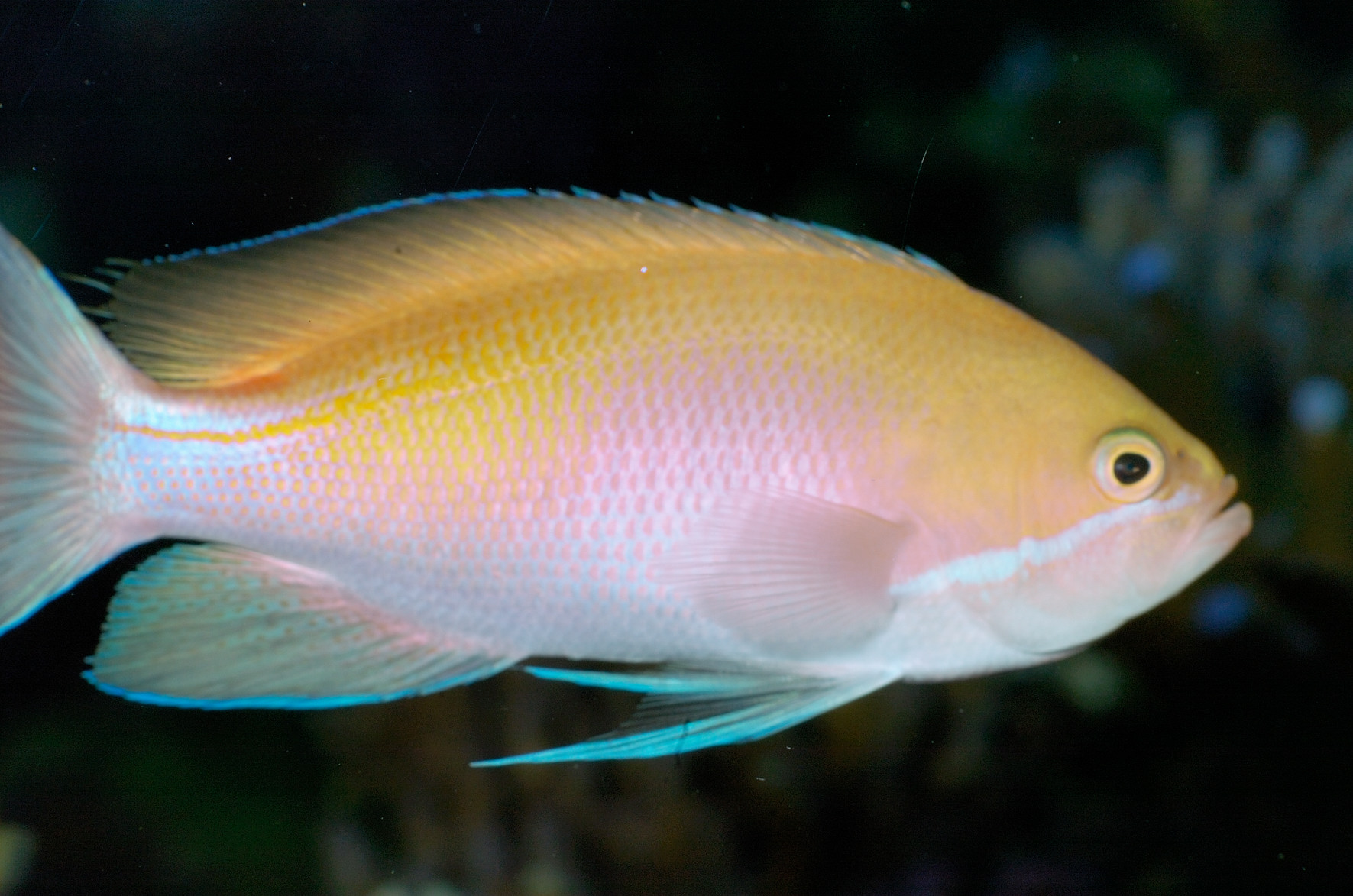
Pseudanthias marcia
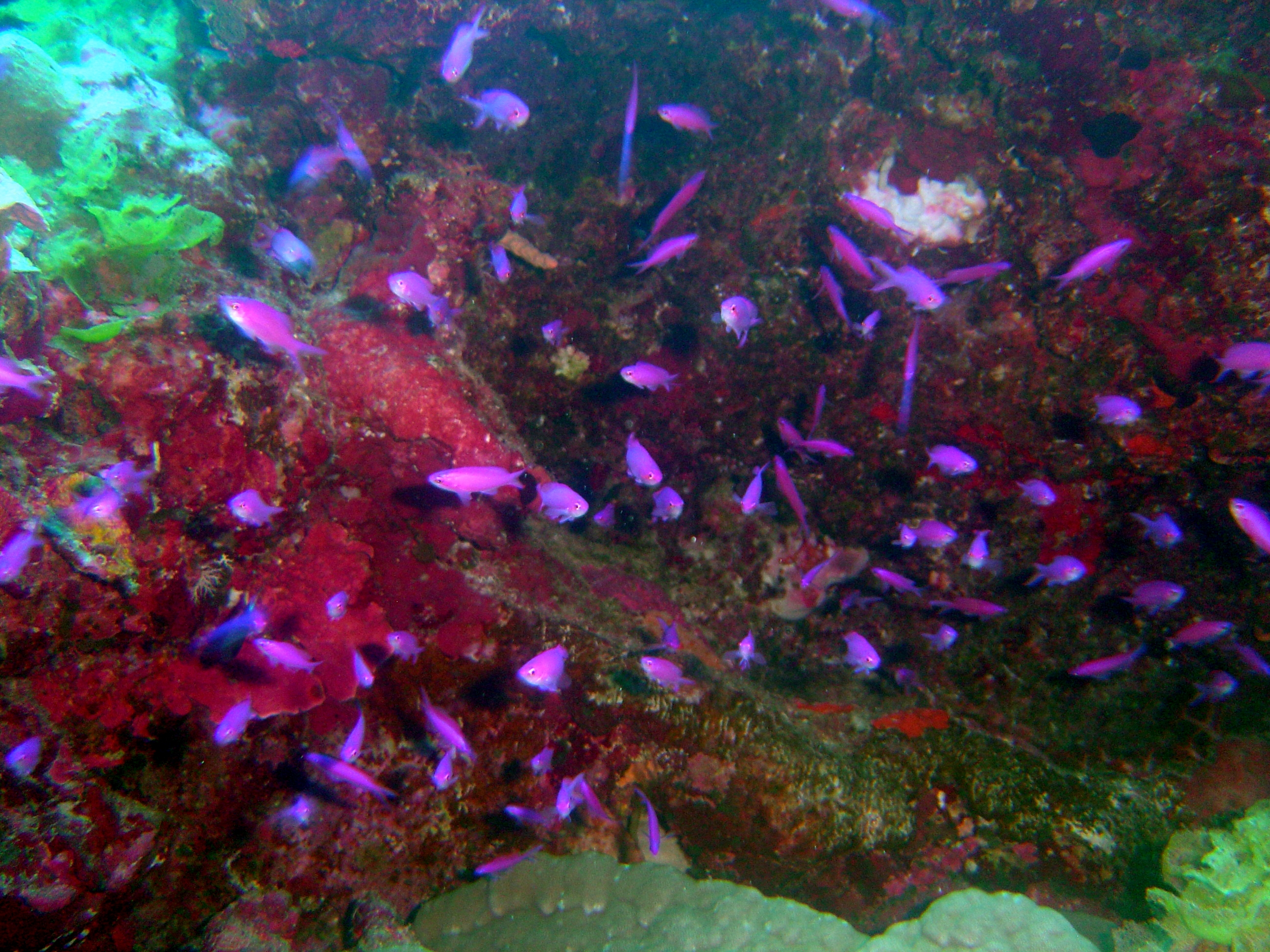
Pseudanthias pascalus
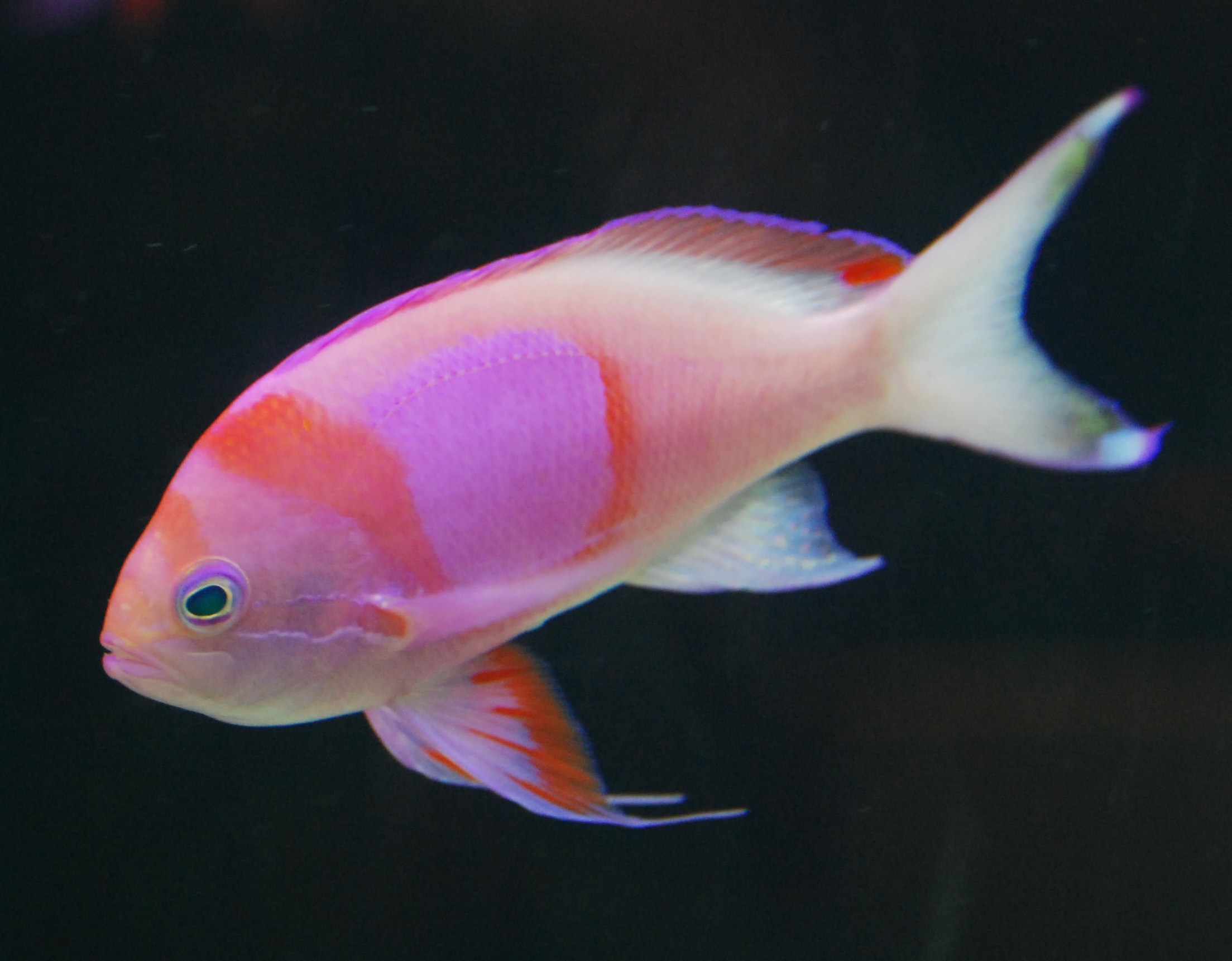
Pseudanthias pleurotaenia
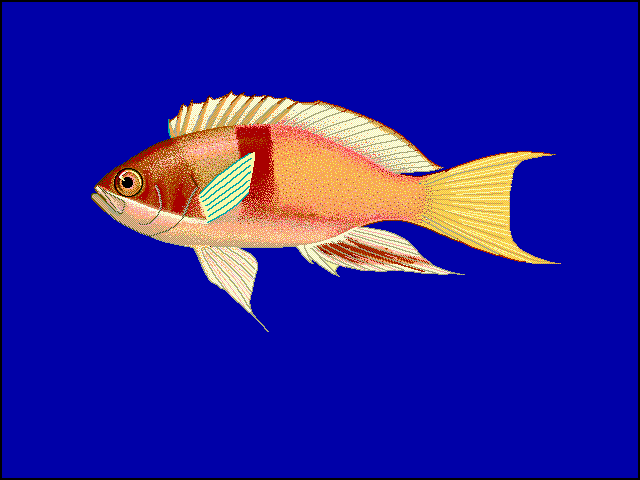
Pseudanthias rubrizonatus
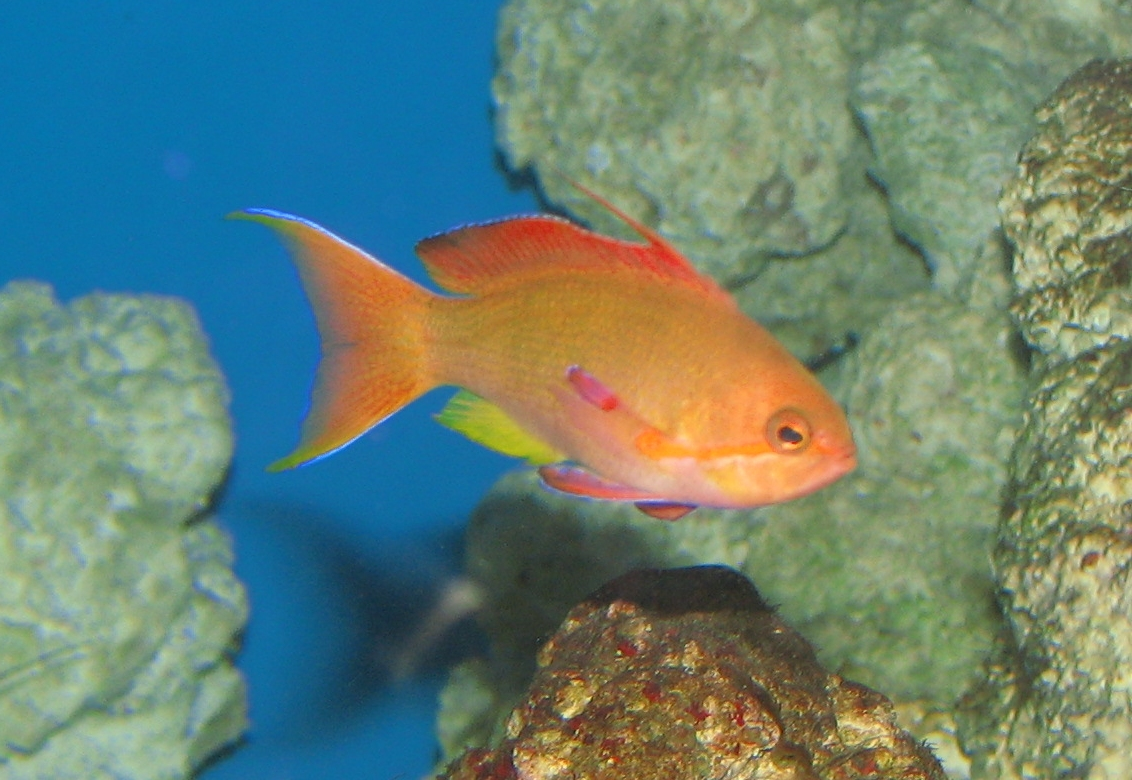
Pseudanthias squamipinnis
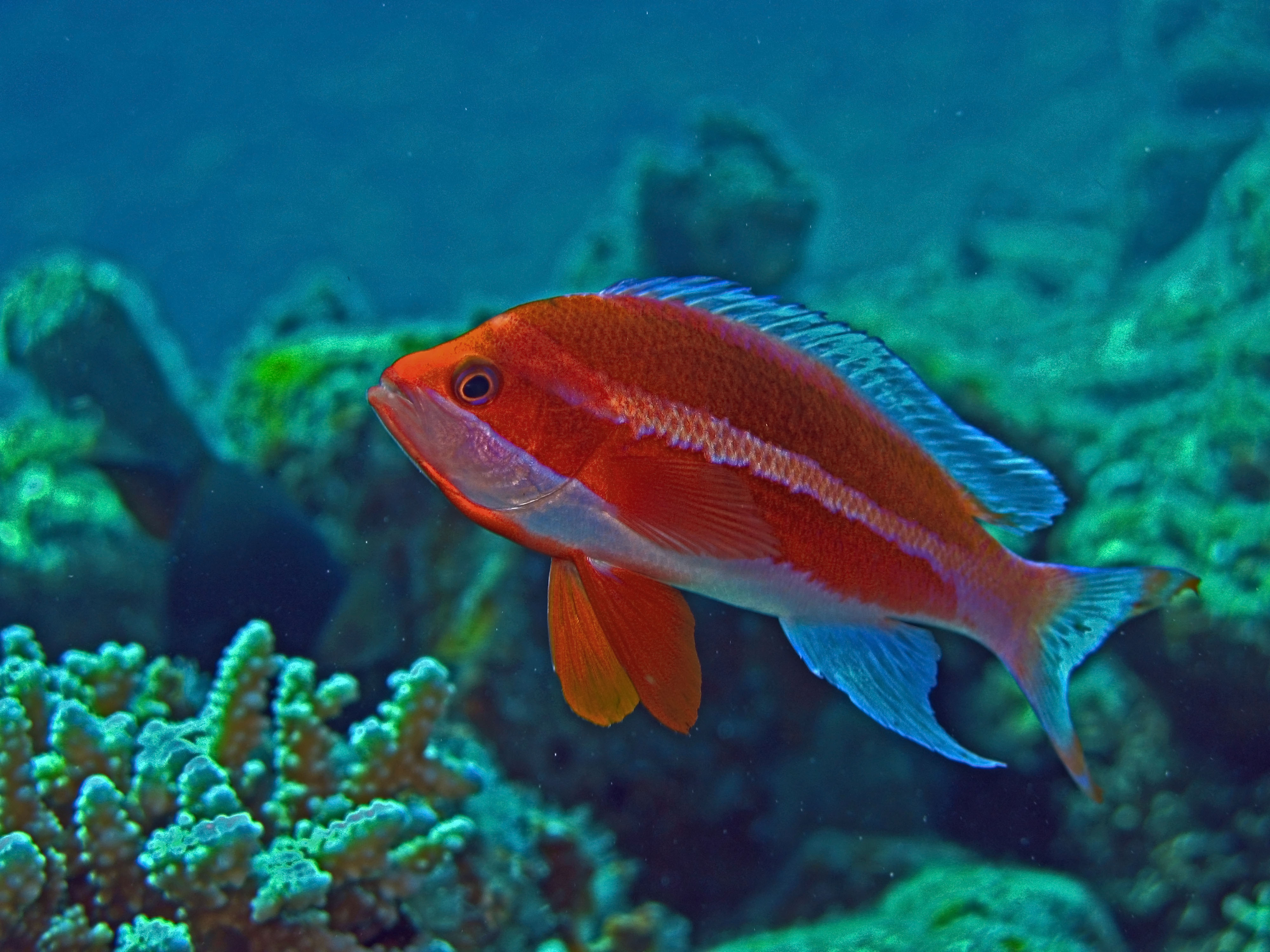
Pseudanthias taeniatus
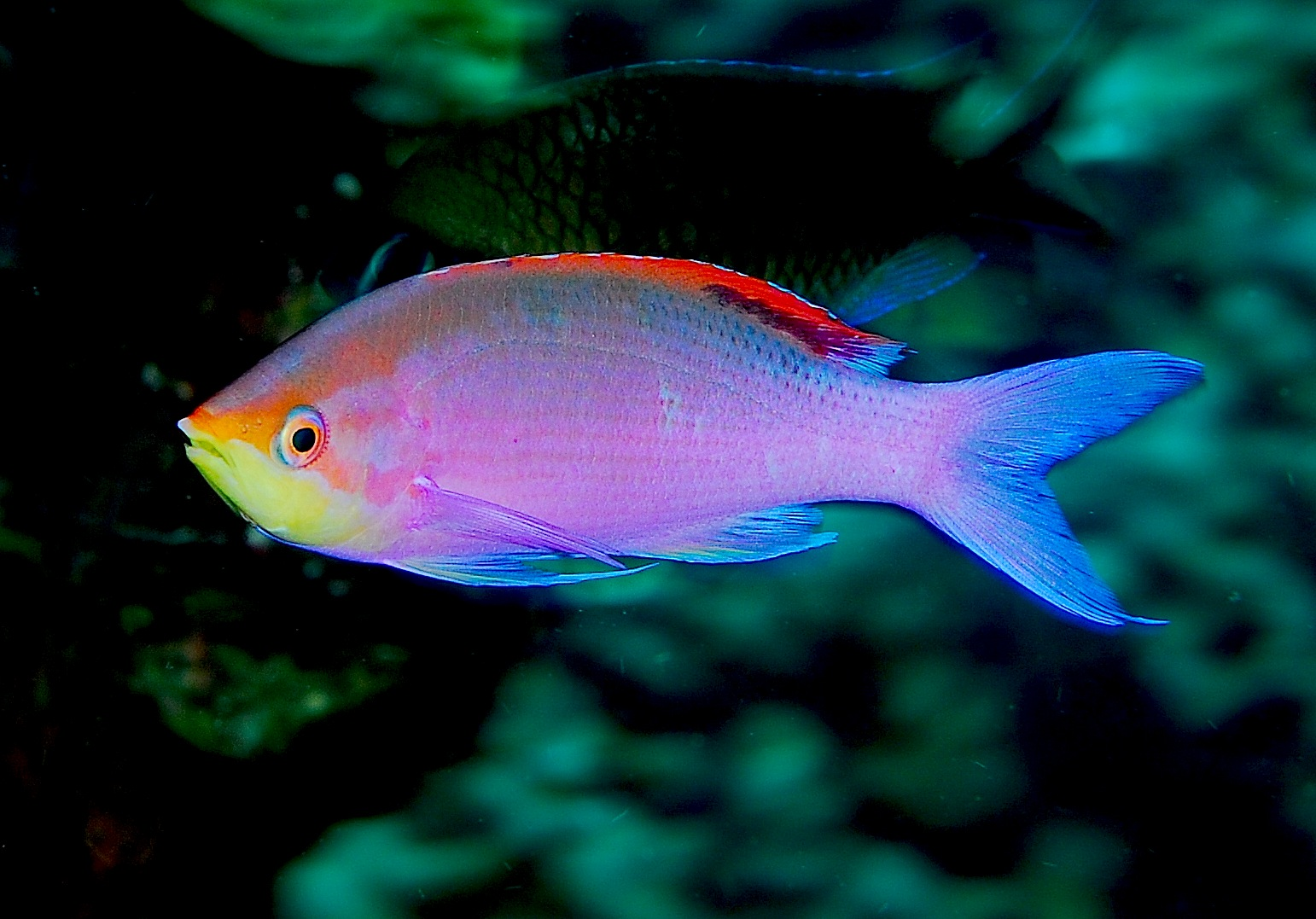
Pseudanthias tuka